# Harvey S. Laidman
Harvey Samuel Laidman est un réalisateur américain né le 22 février 1942 à Cleveland, Ohio (États-Unis) et mort le 3 janvier 2025 à Simi Valley en Californie.

## Filmographie

### comme réalisateur
- 1968 : Hawaï police d'État (Hawaii Five-O), série télévisée
- 1973 : Kojak, série télévisée
- 1975 : The Blue Knight, série télévisée
- 1976 : Quincy (Quincy M.E.), série télévisée
- 1977 : Hunter, série télévisée
- 1977 : Huit, ça suffit ! (Eight Is Enough), série télévisée
- 1977 : Kingston: Confidential, série télévisée
- 1977 : The Fitzpatricks, série télévisée
- 1977 : Chips (CHiPs), série télévisée
- 1978 : Kaz, série télévisée
- 1978 : The Contest Kid and the Big Prize (TV)
- 1978 : Steel Cowboy (TV)
- 1979 : The Contest Kid Strikes Again (TV)
- 1979 : Shérif, fais-moi peur (The Dukes of Hazzard), série télévisée
- 1979 : Eischied, série télévisée
- 1979 : Côte ouest (Knots Landing), série télévisée
- 1981 : Chicago Story (TV)
- 1982 : Seven Brides for Seven Brothers, série télévisée
- 1982 : Jake Cutter (Tales of the Gold Monkey), série télévisée
- 1982 : Tucker's Witch, série télévisée
- 1984 : The Boy Who Loved Trolls (TV)
- 1985 : Tonnerre mécanique (Street Hawk), série télévisée
- 1987 : La loi est la loi (Jake and the Fatman), série télévisée
- 1989 : Code Quantum (Quantum Leap), série télévisée
- 1991 : Les Dessous de Palm Beach (Silk Stalkings), série télévisée
- 1996 : Savannah, série télévisée

### comme producteur
- 1975 : The Runaways (TV)